# Розробка програмного забезпечення

Коли Грейс Хоппер працювала з комп'ютером Гарвард Марк II в Гарвардському університеті, її колеги виявили цю моль, застряглу в реле та таким чином зашкодила роботі пристроя, після чого вона зазначила, що вони «налагоджували» (debug) систему. Таким чином почав набувати популярності термін Баг — помилка програмного забезпечення.

Розробка програмного забезпечення (англ. software engineering, software development) — це рід діяльності (професія) та процес, спрямований на створення та підтримку працездатності, якості та надійності програмного забезпечення, використовуючи технології, методологію та практики з інформатики, керування проєктами, математики, інженерії та інших областей знання.

## Складність розробки ПЗ
Як й інші традиційні інженерні дисципліни, розробка програмного забезпечення має справу з проблемами якості, вартості та надійності. Деякі програми містять мільйони рядків вихідного коду, які, як очікується, повинні правильно виконуватися в умовах, що змінюються. Складність ПЗ порівнянна зі складністю найскладніших з сучасних машин, таких як літаки.

## Розділи дисципліни
Розробка програмного забезпечення може бути розділена на кілька розділів. Це:
1. Вимоги до програмного забезпечення: витяг, аналіз, специфікація та ратифікація вимог для програмного забезпечення.
2. Проєктування програмного забезпечення: проєктування програмного забезпечення засобами Автоматизованої Розробки Програмного Забезпечення (CASE) і стандарти формату описів, такі як Уніфікований Мова Моделювання (UML), використовуючи різні підходи: проблемно-орієнтоване проєктування і т. д..
3. Інженерія програмного забезпечення: створення програмного забезпечення за допомогою мов програмування.
4. Тестування програмного забезпечення: пошук та виправлення помилок у програмі.
5. Обслуговування програмного забезпечення: програмні системи часто мають проблеми сумісності та переносимості, а також потребують подальших модифікацій протягом довгого часу після того, як створена їх перша версія. Підобласть має справу з цими проблемами.
6. Керування конфігурацією програмного забезпечення: оскільки системи програмного забезпечення дуже складні та модифікуються в процесі експлуатації, їх конфігурації повинні управлятися стандартизованим та структурованим методом.
7. Керування розробкою програмного забезпечення: керування системами програмного забезпечення має запозичення з керування проєктами, але є нюанси, що не трапляються в інших дисциплінах керування.
8. Процес розробки програмного забезпечення: процес побудови програмного забезпечення гаряче обговорюється серед практиків, основними парадигмами вважаються agile або waterfall.
9. Інструменти розробки програмного забезпечення, див. CASE: методика оцінки складності системи, вибору засобів розробки та застосування програмної системи.
10. Якість програмного забезпечення: методика оцінки критеріїв якості програмного продукту та вимог до надійності.
11. Локалізація програмного забезпечення, гілка мовної промисловості.

## Процес і методологія
Розробка програмного забезпечення включає створення, проєктування, розгортання та підтримку комп'ютерного програмного забезпечення. Протягом кількох десятиліть стоїть завдання пошуку повторюваного, передбачуваного процесу або методології, яка б поліпшила продуктивність, якість і надійність розробки. Одні намагалися систематизувати та формалізувати цей, мабуть, малопередбачуваний процес. Інші застосовували до нього методи управління проєктами та методи програмної інженерії. Треті вважали, що без постійного контролю з боку замовника розробка ПЗ виходить з-під контролю, з'їдаючи зайвий час і кошти. Досвід управління розробкою програм відбивається у відповідних посібниках, звичаях і стандартах. Якщо при розробці використовується декілька стандартів і нормативних документів, то має сенс скласти профіль.
Інформатика як наукова дисципліна пропонує і використовує на базі методів структурного програмування технологію надійної розробки програмного забезпечення, використовуючи тестування програм та їх верифікацію на основі методів доказового програмування для систематичного аналізу правильності алгоритмів і розробки програм без алгоритмічних помилок.
Дана методологія спрямована на вирішення завдань на ЕОМ, аналогічної технології розробки алгоритмів і програм, використовуваної на олімпіадах з програмування вітчизняними студентами та програмістами з використанням тестування і структурного псевдокоду для документування програм в корпорації IBM з 70-х років.
Методологія структурного проєктування програмного забезпечення може використовуватися з застосуванням самих різних мов і засобів програмування для розробки надійних програм найрізноманітнішого призначення. Одним з таких проєктів була розробка бортового програмного забезпечення для космічного корабля «Буран», в якому вперше використовувався бортовий комп'ютер для автоматичного курування апаратом, яка виконала успішний старт і посадку космічного корабля.
При виборі методології розробки програмного забезпечення слід керуватися тим, що складність методології порівнянна з складністю структури програмного продукту, і невиправдана для продукту даної складності складність методології тільки невиправдано збільшить вартість розробки. Прикладом сучасної методології проєктування може бути проблемно-орієнтоване проєктування.

## Учасники процесу розробки ПЗ
- Користувач
- Замовник
- Дизайнер
- Керівник проєкту
- Аналітик
- Тестувальник
- Постачальник

## Проблеми розробки ПЗ
Найпоширенішими проблемами, що виникають в процесі розробки ПЗ, вважають:
- Недолік прозорості. У будь-який момент часу складно сказати, в якому стані знаходиться проєкт і який відсоток його завершення. Дана проблема виникає при недостатньому плануванні структури (чи архітектури) майбутнього програмного продукту, що найчастіше є наслідком відсутності достатнього фінансування проєкту: програма потрібна, скільки часу займе розробка, якими є етапи, чи можна якісь етапи виключити або заощадити — наслідком цього процесу є те, що етап проєктування скорочується.
- Недолік контролю. Без точної оцінки процесу розробки зриваються графіки виконання робіт і перевищуються встановлені бюджети. Складно оцінити обсяг виконаної роботи і роботи, що залишилася.

Дана проблема виникає на етапі, коли проєкт, завершений більш ніж наполовину, продовжує розроблятися після додаткового фінансування без оцінки ступеня завершеності проєкту.
- Недолік трасування.
- Недолік моніторингу. Неможливість спостерігати хід розвитку проєкту не дозволяє контролювати хід розробки в реальному часі. За допомогою інструментальних засобів менеджери проєктів приймають рішення на основі даних, що надходять в реальному часі.

Дана проблема виникає в умовах, коли вартість навчання менеджменту володінню інструментальними засобами порівнянна з вартістю розробки самої програми.
- Неконтрольовані зміни. У споживачів постійно виникають нові ідеї щодо розроблюваного програмного забезпечення. Вплив змін може бути суттєвим для успіху проєкту, тому важливо оцінювати пропоновані зміни та реалізовувати тільки схвалені, контролюючи цей процес за допомогою програмних засобів.

Дана проблема виникає внаслідок небажання кінцевого споживача використовувати ті чи інші програмні середовища. Наприклад, коли при створенні клієнт-серверної системи споживач висуває вимоги не тільки до операційної системи на комп'ютерах-клієнтах, а й на комп'ютері-сервері.
- Недостатня надійність. Найскладніший процес — пошук і виправлення помилок у програмах на ЕОМ. Оскільки число помилок у програмах заздалегідь невідомо, то заздалегідь невідома і тривалість налагодження програм і відсутність гарантій відсутності помилок в програмах. Слід зазначити, що залучення доказового підходу до проєктування ПЗ дозволяє виявити помилки в програмі до її виконання. У цьому напрямку багато працювали Кнут, Дейкстра і Вірт. Професор Вірт при розробці Паскаля і Оберона за рахунок строгості їх синтаксису домігся математичної доказовості виконання і правильності програм, написаної на цих мовах.

Дана проблема виникає при неправильному виборі засобів розробки. Наприклад, при спробі створити програму, що вимагає коштів високого рівня, за допомогою засобів низького рівня. Наприклад, при спробі створити засоби автоматизації з СУБД на асемблері. У результаті вихідний код програми виходить занадто складним і погано піддається структуруванню.
- Неправильний вибір методології розробки програмного забезпечення. Процес вибору необхідної методології може проблемно відбитися на всіх показниках програмного забезпечення — це його гнучкість, вартість і функціональність. Так звані гнучкі методології розробки допомагають вирішити основні проблеми, однак, варто відзначити, що і каскадна модель (waterfall) так само має свої переваги. У деяких випадках найдоцільнішим буде застосування гібридних методологій у зв'язці Agile + каскадна модель + MSF + RUP і т. д.
- Відсутність гарантій якості і надійності програм через відсутність гарантій відсутності помилок в програмах аж до формальної здачі програм замовникам.

Дана проблема не є проблемою, що відноситься виключно до розробки ПЗ. Гарантія якості — це проблема вибору постачальника товару (продукту).